# Sección Sexta Guadalupe
Sección Sexta Guadalupe är en ort i Mexiko.   Den ligger i kommunen Petlalcingo och delstaten Puebla, i den sydöstra delen av landet, 200 km sydost om huvudstaden Mexico City. Sección Sexta Guadalupe ligger 1 483 meter över havet och antalet invånare är 457.
Terrängen runt Sección Sexta Guadalupe är kuperad åt sydost, men åt nordväst är den platt. Runt Sección Sexta Guadalupe är det ganska tätbefolkat, med 108 invånare per kvadratkilometer. Närmaste större samhälle är Petlalcingo, 7,6 km nordväst om Sección Sexta Guadalupe. I omgivningarna runt Sección Sexta Guadalupe växer huvudsakligen savannskog.